# U Thong (huyện)
U Thong (tiếng Thái: อู่ทอง) is the district (amphoe) ở phía tây của tỉnh Suphanburi, miền trung Thái Lan.

## Lịch sử

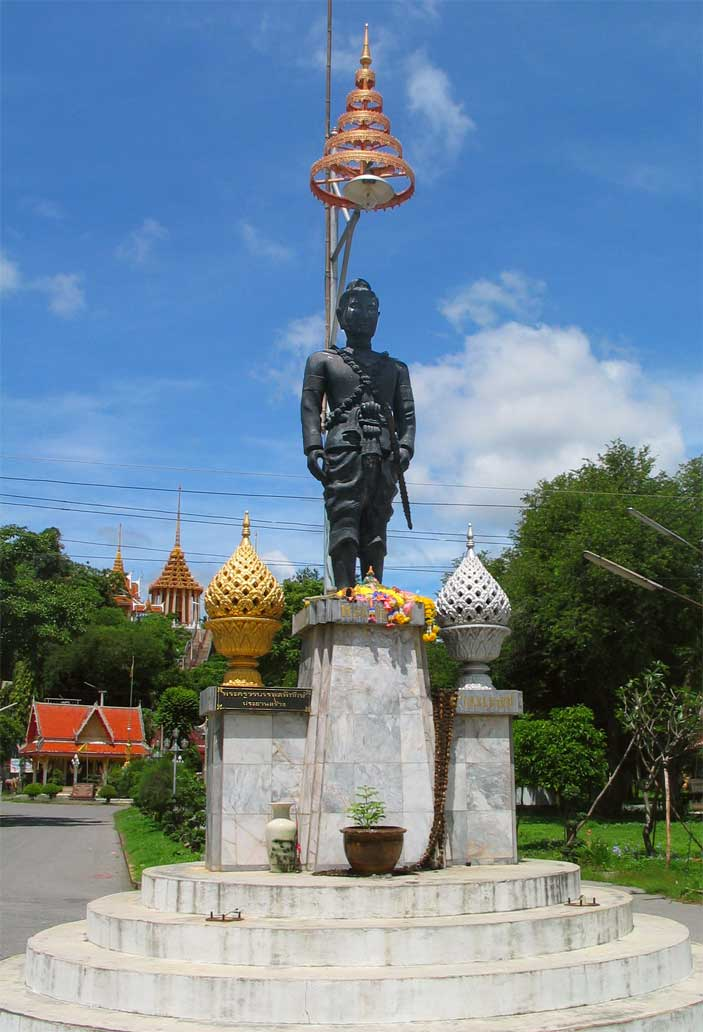
Tượng của Phra Chao U-Thong (người sáng lập Ayutthaya) ở huyện U-Thong, tỉnh Suphanburi, Thái Lan.

U Thong là một thành phố cổ. Đây là một trong những thành phố trung tâm của văn hóa Dvaravati. Sau này, đây cũng là nơi bắt nguồn của vương quốc Ayutthaya, do vua đầu tiên của Ayutthaya Ramathibodi đã là hoàng tử của U Thong trước đó.
Huyện U Thong đã được lập với tên Chorakhe Sam Phan năm 1905. Năm 1940, chính quyền dời trung tâm huyện từ Ban Chorakhe Sam Phan đến khu vực phố cổ. Đồng thời, họ đã đổi tên huyện thành U Thong.

## Địa lý
Các huyện giáp ranh (từ phía bắc theo chiều kim đồng hồ) là: Don Chedi, Mueang Suphanburi, Bang Pla Ma, Song Phi Nong của tỉnh Suphanburi, Lao Khwan, Huai Krachao và Phanom Thuan của tỉnh Kanchanaburi.

## Hành chính
Huyện này được chia thành 13 phó huyện (tambon), các đơn vị này lại được chia ra thành 151 làng (muban). Có hai thị trấn (thesaban tambon) - U Thong và Sa Yai Som mỗi đơn vị nằm trên tambon cùng tên.
| STT. | Tên               | Tên Thái  | Dân số |  |  |     |                |           |        |  |
| 1.   | U Thong           | อู่ทอง      | 19.412 |  |  | 8.  | Don Kha        | ดอนคา     | 12.698 |  |
| 2.   | Sa Yai Som        | สระยายโสม | 5.448  |  |  | 9.  | Phlapphla Chai | พลับพลาไชย | 11.947 |  |
| 3.   | Chorakhe Sam Phan | จรเข้สามพัน | 13.009 |  |  | 10. | Ban Khong      | บ้านโข้ง    | 8.865  |  |
| 4.   | Ban Don           | บ้านดอน    | 7.899  |  |  | 11. | Chedi          | เจดีย์      | 3.006  |  |
| 5.   | Yung Thalai       | ยุ้งทะลาย   | 4.457  |  |  | 12. | Sa Phang Lan   | สระพังลาน  | 4.866  |  |
| 6.   | Don Makluea       | ดอนมะเกลือ | 4.603  |  |  | 13. | Kra Chan       | กระจัน     | 6.786  |  |
| 7.   | Nong Ong          | หนองโอ่ง   | 8.700  |  |  |     |                |           |        |  |